# Альбрехт, Эрнст Генрихович
Эрнст Генрихович Альбрехт (1937—2008) — доктор физико-математических наук, профессор, автор более 120 научных и научно-методических работ. С 1963 по 1965 год был заместителем декана математико-механического факультета, с 1976 по 1979 год — деканом. С 1971 по 2008 год заведовал кафедрой прикладной математики, с 1989 по 2008 год — отделом математического моделирования и оптимального управления НИИ физики и прикладной математики Уральского государственного университета. Доктор технических наук (1986), профессор (1988).

## Биография
Родился в с. Отрадное. В 1959 году окончил УрГУ по специальности «Механика» и в 1962 аспирантуру по кафедре теоретической механики. До 2008 года работал в данном учебном учреждении.
С 1963 по 1965 год был заместителем декана математико-механического факультета, с 1976 по 1979 год — деканом. С 1971 по 2008 год заведовал кафедрой прикладной математики, с 1989 по 2008 год — отделом математического моделирования и оптимального управления НИИ физики и прикладной математики УрГУ.
Принадлежит к научной школе академика Н. Н. Красовского, крупный специалист в математической теории оптимальных управляемых процессов. Является автором более 120 научных и научно-методических работ. Обладатель свидетельства об официальной регистрации программы для ЭВМ «Расчет латентных характеристик наркоситуации». Результаты исследований Эрнста Генриховича получили широкое международное признание: он был участником ряда крупных международных конгрессов и конференций, на протяжении 30 лет активно сотрудничал в реферативных математических журналах США и Германии. Под руководством Н. Н. Красовского принимал активное участие в коллективных работах кафедры прикладной математики: в подготовке второго издания книги И. Г. Малкина «Теория устойчивости движения», материалов для монографии Н. Н. Красовского «Теория управления движением». Э. Г. Альбрехт является соавтором учебных пособий «Лекции по теории стабилизации» в 1972 году и «Методы оптимизации» в 1993 году, автором ряда методических разработок. Им подготовлено семь кандидатов наук, один из них стал доктором физико-математических наук.
В последние годы жизни совместно с сотрудниками Института экономики РАН активно занимался исследованиями в области математической экономики и моделирования социальных процессов в Уральском регионе. Действительный член Международной академии наук о природе и обществе с 1998 года, член-корреспондент Петровской академии наук и искусств с 1998 года.
В 1989 году Эрнсту Генриховичу была присуждена премия УФУ за лучшую научную работу. Награжден медалью «Ветеран труда» и нагрудным знаком «Почетный работник высшего профессионального образования России» в 1997 году, Почетной грамотой губернатора Свердловской области в 2005 году.
Скончался 29 апреля 2008 года в Екатеринбурге. Похоронен на Сибирском кладбище.

## Основные труды
- Al’brekht, E. G.; Usova, A. A. Global controllability and computation of controls in nonlinear systems. (English. Russian original) Zbl 1112.93007 J. Math. Sci., New York 140, No. 6, 755—765 (2007); translation from Sovrem. Mat. Prilozh. 26, 3-14 (2005). MSC: 93B05 93B40 93C10
- Albrekht, E. G. On the computation of controls in nonlinear systems. (Russian. English summary) Zbl 1190.49028 Izv. Ural. Gos. Univ. 46, Mat. Mekh. 10, 18-34 (2006). MSC: 49K15 34H05 49N35 49N10
- Albrekht, E. G.; Chentsov, A. G.; Shelement’ev, G. S. On the eightieth anniversary of the birth of Nikolai Nikolaevich Krasovskii. (English) Zbl 1139.01305 J. Math. Sci., New York 139, No. 5, 6831-6834 (2006). MSC: 01A70
- Al’brekht, È. G.; Sazanova, L. A. In the construction of admissible controls in globally controlled nonlinear discrete systems. (Russian. English summary) Zbl 1179.93120 Izv. Ural. Gos. Univ. 26, Mat. Mekh. 5, 11-23, 189 (2003). MSC: 93C55 93B05
- Al’brekht, E. G. Constructing the approximate solutions of some quasilinear differential games. (English) Zbl 1116.49323 Control in dynamic systems. Dedicated to the memory of academician A. I. Subbotin. Transl. from the Russian. Moscow: Maik Nauka/Interperiodica. Proceedings of the Steklov Institute of Mathematics 2000, Suppl. 1, S24-S34 (2000). MSC: 49N70 49L20 91A23
- Al’brekht, E. G. Time-optimal controllers in linear regularly perturbed systems. (Russian. English summary) Zbl 0980.93029 Izv. Ural. Gos. Univ. 10, Mat. Mekh. 1, 5-12 (1998). Reviewer: Yuri N.Sankin (Ul’yanovsk) MSC: 93C05 49N05
- Al’brekht, E. G.; Ermolenko, E. A. On optimal control of a certain quasilinear second-order system. (English. Russian original) Zbl 0933.49013 J. Comput. Syst. Sci. Int. 37, No. 1, 46-51 (1998); translation from Izv. Akad. Nauk, Teor. Sist. Upr. 1998, No. 1, 50-55 (1998). MSC: 49K15 49K40 90C25
- Al’brekht, È. G.; Ermolenko, E. A. Synthesis of time-optimal control in linear systems. (English. Russian original) Zbl 0987.93003 Differ. Equations 33, No. 11, 1449—1456 (1997); translation from Differ. Uravn. 33, No. 11, 1443—1450 (1997). Reviewer: Valentin Chernyatin (Szczecin) MSC: 93B03 49J30
- Al’brekht, È. G.; Mironova, S. B. Optimal stabilization in the critical case of a single zero root. (English. Russian original) Zbl 0955.93042 J. Appl. Math. Mech. 61, No. 5, 709—715 (1997); translation from Prikl. Mat. Mekh. 61, No. 5, 732—738 (1997). Reviewer: A. Karimzhanov (Andizhan) MSC: 93D15 49N35 93C10
- Al’brekht, E. G.; Sobolev, O. N. On an approximate synthesis of optimal feedback controllers in quasilinear systems. (English) Zbl 0900.93119 Z. Angew. Math. Mech. 76, Suppl. 2, 459—460 (1996). MSC: 93B52 93C10
- Al’brekht, È. G.; Sobolev, O. N. Synthesis of control systems with minimal energy. (English. Russian original) Zbl 0864.93054 Differ. Equations 31, No. 10, 1569—1575 (1995); translation from Differ. Uravn. 31, No. 10, 1611—1616 (1995). Reviewer: V.Chernyatin (Szczecin) MSC: 93B52 49K15 49L20
- Albrekht, E. G.; Yermolenko, Ye. A. Approximate calculation of optimal processes in quasilinear systems. (English. Russian original) Zbl 0831.49029 J. Comput. Syst. Sci. Int. 33, No. 5, 1-8 (1995); translation from Izv. Ross. Akad. Nauk, Tekh. Kibern. 1994, No. 3, 5-12 (1994). MSC: 49N05 49J30 93C05
- Al’brekht, È. G.; Sobolev, O. N. On the connection of problems of optimal control with moving and fixed ends. (Russian) Zbl 0770.49020 Control problems with guaranteed result, Collect. Sci. Works, 3-14 (1992). Reviewer: Z.Wyderka (Katowice) MSC: 49N05 49M30 49K40 49K15
- Al’brekht, È. G.; Mukhtarov, M. M. Formation of optimal program controls in a hierarchical game. (Russian) Zbl 0647.90109 The synthesis of optimal control in game systems, Collect. sci. Works, Sverdlovsk 1986, 3-15 (1986).

Reviewer: Eh.G.Al’brekht MSC: 91A23 93A13 49J15
- Al’brekht, È. G. Extremal strategies in non-linear differential games. (English. Russian original) Zbl 0626.90107 J. Appl. Math. Mech. 50, 255—260 (1986); translation from Prikl. Mat. Mekh. 50, 339—345 (1986). MSC: 91A24 91A23 91A99
- Al’brekht, E. G.; Mukhtarov, M. M. On the design of optimal open-loop controllers in some quasilinear hierarchical games. (English) Zbl 0582.90110 Probl. Control Inf. Theory 14, 247—259 (1985). MSC: 91A23 93A13
- Al’brekht, È. G.; Mukhtarov, M. Solution of a hierarchical game by method of successive approximations. (Russian) Zbl 0559.90104 Izv. Akad. Nauk Kaz. SSR, Ser. Fiz.-Mat. 1984, No. 3(118), 1-4 (1984). Reviewer: Z.Wyderka MSC: 91A23 93A15
- Al’brekht, È. G.; Loginov, M. I. On the continuous dependence of a linear encounter game on a parameter. (English. Russian original) Zbl 0345.90062 J. Appl. Math. Mech. 40, 188—192 (1976); translation from Prikl. Mat. Mekh. 40, 207—212 (1976). MSC: 91A23 93C05
- Al’brekht, È. G. The approach of quasilinear objects in the regular case. (English) Zbl 0271.49021 Differ. Equations 7(1971), 884—889 (1973). MSC: 49N60
- Al’brekht, È. G. Optimal control of the motion of a quasilinear system. (English) Zbl 0248.49020 Differ. Equations 5 (1969), 342—351 (1972). MSC: 49K15 49M99
- Al’brekht, È. G. On the contact of quasilinear objects in the regular case. (English. Russian original) Zbl 0245.90045 J. Appl. Math. Mech. 35, 521—526 (1971); translation from Prikl. Mat. Mekh. 35, 569—574 (1971). MSC: 91A23
- Al’brekht, E. G. The approach of quasi-linear objects in the regular case. (Russian) Zbl 0229.49033 Differ. Uravn. 7, 1171—1178 (1971). MSC: 49N60
- Al’brekht, È. G. On the convergence of quasilinear objects. (English. Russian original) Zbl 0277.90105 J. Appl. Math. Mech. 34, 551—559 (1970); translation from Prikl. Mat. Mekh. 34, 577—586 (1970). MSC: 91A23
- Al’brekht, È. G. Begründung der Konvergenz sukzessiver Approximationen im Problem der Steuerung eines quasilinearen Systems. (Russian) Zbl 0316.49027 Mat. Zap., Sverdl. 7, No. 2, 3-18 (1969). Reviewer: B. Polyak (R. Zh. Mat. 1970, 8{\cyr B}516) MSC: 49M99 93C05 65K05
- Al’brekht, È. G. Über die optimale Steuerung der Bewegung quasilinearer Systeme. (Russian) Zbl 0243.49005 Trudy II. respubl. Konf. Mat. Belorussii, 157—160 (1969). Reviewer: P. Brunovský MSC: 49K15
- Al’brekht, È. G. On the optimal control of the motion of a quasilinear system. (Über die optimale Bewegungssteuerung quasilinearer Systeme.) (Russian) Zbl 0165.43107 Differ. Uravn. 5, 430—442 (1969). MSC: 49K15 49M99
- Al’brekht, È. G.; Selement’ev, G. S. Effect of a nonholonomic constraint on the stabilizability of a mechanical system. (Russian) Zbl 0183.53203 Prikl. Mat. Mekh. 32, 744—747 (1968). MSC: 70F25
- Al’brekht, È. G. Control of the motion of nonlinear systems. (English. Russian original) Zbl 0182.20402 Differ. Equations 2(1966), 158—163 (1968); translation from Differ. Uravn. 2, 324—334 (1966). Reviewer: M. A. Connor MSC: 49K15 93C10 93B05
- Al’brekht, È. G. The existence of an optimal Lyapunov function and of a continuous optimal control for one problem on the analytical design of controllers. (English) Zbl 0238.49023 Differ. Equations 1 (1965), 1019—1027 (1967). MSC: 93D99
- Al’brekht, È. G. On the existence of an optimal Lyapunov function and of a continuous optimal control for one problem on the analytical design of controllers. (Über die Existenz der optimalen Lyapunovschen Funktion und der stetigen optimalen Steuerung für eine Aufgabe über das analytische Konstruieren von Reglern.) (Russian) Zbl 0201.47903 Differ. Uravn. 1, 1301—1311 (1965). MSC: 93D99
- Al’brekht, È. G.; Krasovskiĭ, N. N. The observability of a nonlinear controlled system in the neighborhood of a given motion. (English. Russian original) Zbl 0132.07203 Autom. Remote Control 25 (1964), 934—944 (1965); translation from Avtom. Telemekh. 25, 1047—1057 (1964). MSC: 93B07 93C10 93C15
- Al’brekht, È. G. Optimal stabilization of nonlinear systems. (Optimale Stabilisierung nichtlinearer Systeme.) (Russian) Zbl 0303.93051 Mat. Zap., Sverdl. 4, No. 2, 7-14 (1963). MSC: 93D15 93C10 49L20 93B05 93D99
- Al’brekht, È. G. On the optimal stabilization of nonlinear systems. (English. Russian original) Zbl 0108.10503 PMM, J. Appl. Math. Mech. 25, 1254—1266 (1961); translation from Prikl. Mat. Mekh. 25, 836—844 (1961). Reviewer: H.-L. Burmeister MSC: 49K15 49K40 49L20

## Публикации
- Об идентификации математических моделей нелинейных процессов; Э. Г. Альбрехт; Вестник ЧелГУ, 2003, № 8, 13-26;
- Построение приближенных решений некоторых квазилинейных дифференциальных игр; Э. Г. Альбрехт; Тр. ИММ УрО РАН, 6:1 (2000), 27-38;
- Синтез оптимального по быстродействию управления в линейных системах; Э. Г. Альбрехт, Е. А. Ермоленко; Дифференц. уравнения, 33:11 (1997), 1443—1450;
- Синтез систем управления с минимальной энергией; Э. Г. Альбрехт, О. Н. Соболев; Дифференц. уравнения, 31:10 (1995), 1611—1616;
- О сближении квазилинейных объектов в регулярном случае; Э. Г. Альбрехт; Дифференц. уравнения, 7:7 (1971), 1171—1178;
- Об оптимальном управлении движением квазилинейных систем; Э. Г. Альбрехт; Дифференц. уравнения, 5:3 (1969), 430—442;
- Об управлении движением нелинейных систем; Э. Г. Альбрехт; Дифференц. уравнения, 2:3 (1966), 324—334;
- О существовании оптимальной функции Ляпунова и непрерывного оптимального управления для одной задачи об аналитическом конструировании регуляторов; Э. Г. Альбрехт; Дифференц. уравнения, 1:10 (1965), 1301—1311;

## Сочинения
- Об оптимальной стабилизации нелинейных систем // Прикладная математика и механика. — 1961. — Т. 25. — № 5;
- О наблюдении нелинейной управляемой системы в окрестности заданного движения // Автоматика и телемеханика. — 1964. — Т. 25. — № 7 (в соавт. с Н. Н. Красовским);
- Об экстремальных стратегиях в нелинейных дифференциальных играх // Прикладная математика и механика. — 1986. — Т. 50. — № 3;
- Элементы математической теории управления и вариационного исчисления. — Екатеринбург, 2007;
- Modelling of the Drug Situation Development in the Region // The International Collected Scientific Work by Economic Security’s Problem : Society, State and Region. — Valencia; Ekaterinburg, 2008.